# Weather Report
Ведер рипорт (енгл. Weather Report) је америчка група која је свирала џез фузију током 70-их и 80-их година 20. века. Сматра се једном од највећих иноватора у џез музици.
Група је настала из програма џез фузије Мајлса Дејвиса (енгл. Miles  Davis), будући да су крајем 60-их с Дејвисом свирали чланови касније формираног Ведер рипорта - пијаниста Џо Завинул (енгл. Joe  Zawinul) и саксофониста Вејн Шортер (енгл. Wayne Shorter). 
Група је била активна од 1970. до 1986. године. Музичка иновативност групе била је уочљива у начину импровизације (импровизовали су сви чланови бенда), у начину свирања сопран саксофона, те у техници свирања клавијатуристе и басисте која је била слична рокерској.
Група је била најпопуларнија, када ја у њој свирао басиста Џако Пасторијус (енгл. Jaco Pastorius) и када је издат седми албум групе - Heavy Weather (1977) са синглом Birdland.